# Скулачёв, Владимир Петрович
Влади́мир Петро́вич Скулачёв (21 февраля 1935, Москва, РСФСР, СССР — 5 февраля 2023, Москва) — советский и российский биохимик, академик РАН (1991; академик АН СССР с 1990, член-корреспондент с 1974). Заслуженный профессор МГУ, декан-основатель его факультета биоинженерии и биоинформатики (с 2002) и директор Института физико-химической биологии имени А. Н. Белозерского МГУ. Лауреат Государственной премии СССР (1975), Демидовской премии (2017), Ломоносовской премии за педагогическую деятельность (2014)

## Биография
Окончил биолого-почвенный факультет Московского государственного университета (1957), где работал с 1960 года. Одним из известных однокурсников был Владимир Владимирович Познер. В 1961 году защитил кандидатскую диссертацию «Соотношение окисления и фосфорилирования в дыхательной цепи». В 1965—1973 годах — заведующий отделом биоэнергетики Межфакультетской лаборатории биоорганической химии, с 1973 заведующий лабораторией биоорганической химии. Директор Института физико-химической биологии им. Белозерского, преобразованного из лаборатории (1991).
Доктор биологических наук (1969), профессор (1972), член-корреспондент АН СССР по Отделению биохимии, биофизики и химии физиологически активных соединений с 26 ноября 1974 года, академик Российской академии наук по Отделению биохимии, биофизики и химии физиологически активных соединений (биохимия) с 15 декабря 1990 года.
В марте 1992 года был кандидатом на пост ректора МГУ. LII Менделеевский чтец — 14 марта 1996 года.
Действительный член РАЕН, член Европейской Академии и президент клуба её российских членов, президент Всероссийского биохимического общества, председатель биоэнергетической организации России, почётный президент Всероссийского общества биохимиков и молекулярных биологов, действительный член Академии творчества; доктор honoris causa Вильнюсского университета (16 мая 2005).
Главный редактор журнала «Биохимия», член редакционных советов журналов «Биофизика» и «Молекулярная биология», член редколлегий международных журналов «FEBS Letters», «Journal Bioenergetics and Biomembranes», «Bioscience Reports», «IUBMB Life», «Biophysical Reviews and Letters», «Cell Cycle», «Open Aging Journal».
В 2002 году основал факультет биоинженерии и биоинформатики МГУ и вплоть до своей кончины являлся его деканом.
В марте 2017 года вошёл в состав Общественной палаты Российской Федерации.
Широкую известность получил своими исследованиями, публикациями и публичными выступлениями, направленными на победу над старением человеческого организма. По собственному заявлению, принимал капли для глаз на основе исследуемого им вещества SkQ1 на протяжении четырёх лет. Был агностиком.
Cкончался 5 февраля 2023 года в Москве. Похоронен в Москве на Донском кладбище (участок 3, парт. площадка).

## Семья
Жена — Северина Инна Исааковна (1940―2012)
Дети:
- дочь Татьяна (род. 1964), лингвист, ведущий научный сотрудник ИРЯ РАН, кандидат филологических наук (1989)[13]
- сын Максим[14] (род. 1973), молекулярный биолог[15], кандидат биологических наук (1999)[16]
- сын Константин (9 июля 1976 — 9 июня 2023), программист и изобретатель
- сын Иннокентий (род. 9 июля 1976), доктор биологических наук

## Направление научной деятельности
Механизмы биологического окисления: трансформации химической энергии в электрическую на мембранах митохондрий, роли мембранного потенциала как фактора, сопрягающего освобождение и аккумуляцию энергии в клетке. С 2005 года возглавлял проект по созданию препарата-геропротектора на основе митохондриально-адресованных антиоксидантов.

## Труды
Автор работ по окислительному фосфорилированию, биоэнергетике и изучению митохондрий, геронтологии. По данным института научной информации ISI Web of Knowledge, является автором более 460 статей в научных журналах. Имеет самый высокий индекс цитирования среди всех биологов, работающих в России.

## Награды
- Премия Ленинского комсомола в области науки и техники (1967)
- Премия имени А. Н. Баха АН СССР (1972) — за монографию «Аккумуляция энергии в клетке», издание 1969 года
- Государственная премия СССР (1975)
- Орден Трудового Красного Знамени (1972)
- Орден Почёта (1996)[19]
- Орден «За заслуги перед Отечеством» IV степени (18 января 2005)[20]
- Орден Дружбы (2013)[21]